# Mosses
Mosses is een plaats (town) in de Amerikaanse staat Alabama, en valt bestuurlijk gezien onder Lowndes County.

## Demografie
Bij de volkstelling in 2000 werd het aantal inwoners vastgesteld op 1101.
In 2006 is het aantal inwoners door het United States Census Bureau geschat op 1047, een daling van 54 (-4,9%).

## Geografie
Volgens het United States Census Bureau beslaat de plaats een oppervlakte van
12,4 km², geheel bestaande uit land.

## Plaatsen in de nabije omgeving
De onderstaande figuur toont de plaatsen in een straal van 24 km rond Mosses.